# Grzmiąca (Basse-Silésie)
Pour les articles homonymes, voir Grzmiąca.
Grzmiąca est une localité polonaise de la gmina de Głuszyca, située dans le powiat de Wałbrzych en voïvodie de Basse-Silésie.

## Histoire
De 1818 à 1945, Donnerau fait partie de l'arrondissement de Waldenburg dans le district de Breslau au sein de la province de Silésie.